# Błękitna Laguna (Malta)

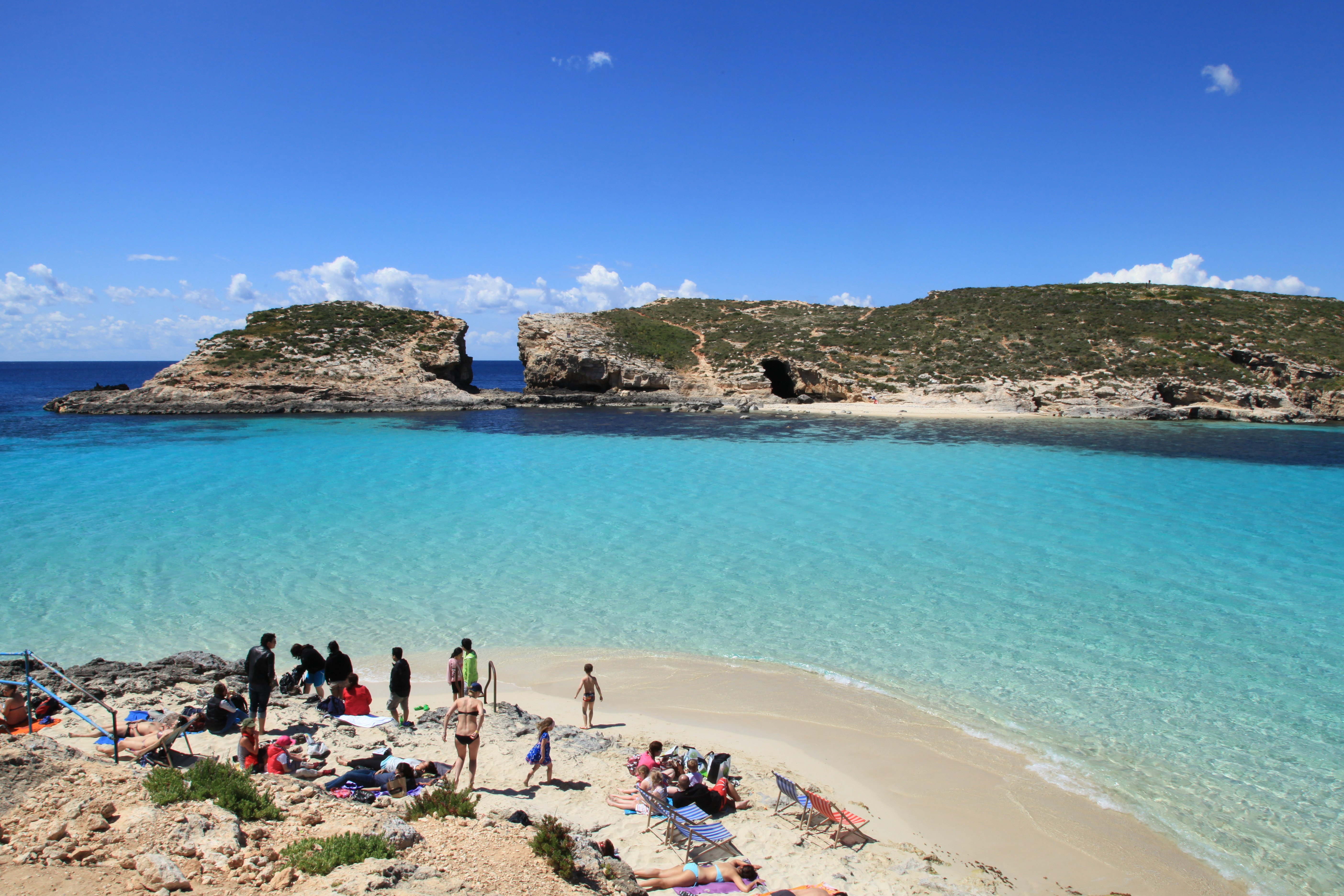
Błękitna Laguna

Błękitna Laguna (ang. Blue Lagoon, malt. Bejn il-Kmiemen, dosłownie „pomiędzy Comino”) – cieśnina na Malcie, między wyspami Comino i Cominotto. Jej turkusowe i krystaliczne wody oraz odosobniona lokalizacja sprawiają, że jest jedną z ważniejszych atrakcji turystycznych Malty. 
Na jej wody można dostać się łodzią, w tym celu organizowane są rejsy łodziami turystycznymi z wysp Malta i Gozo. Odwiedzana jest codziennie przez wielu turystów. Blue Lagoon jest często fotografowana, a jej malowniczość, z białym, piaszczystym dnem oraz bogatą fauną morską uczyniła ją popularną wśród nurków, amatorów snorkelingu i pływaków. Przy jednym z nabrzeży zostały zamontowane polery do cumowania mniejszych statków i łodzi.
Kręcono tu także sceny do kilku filmów, m.in. do Rejsu w nieznane z 2002 z Madonną i Heleny Trojańskiej z 2003.

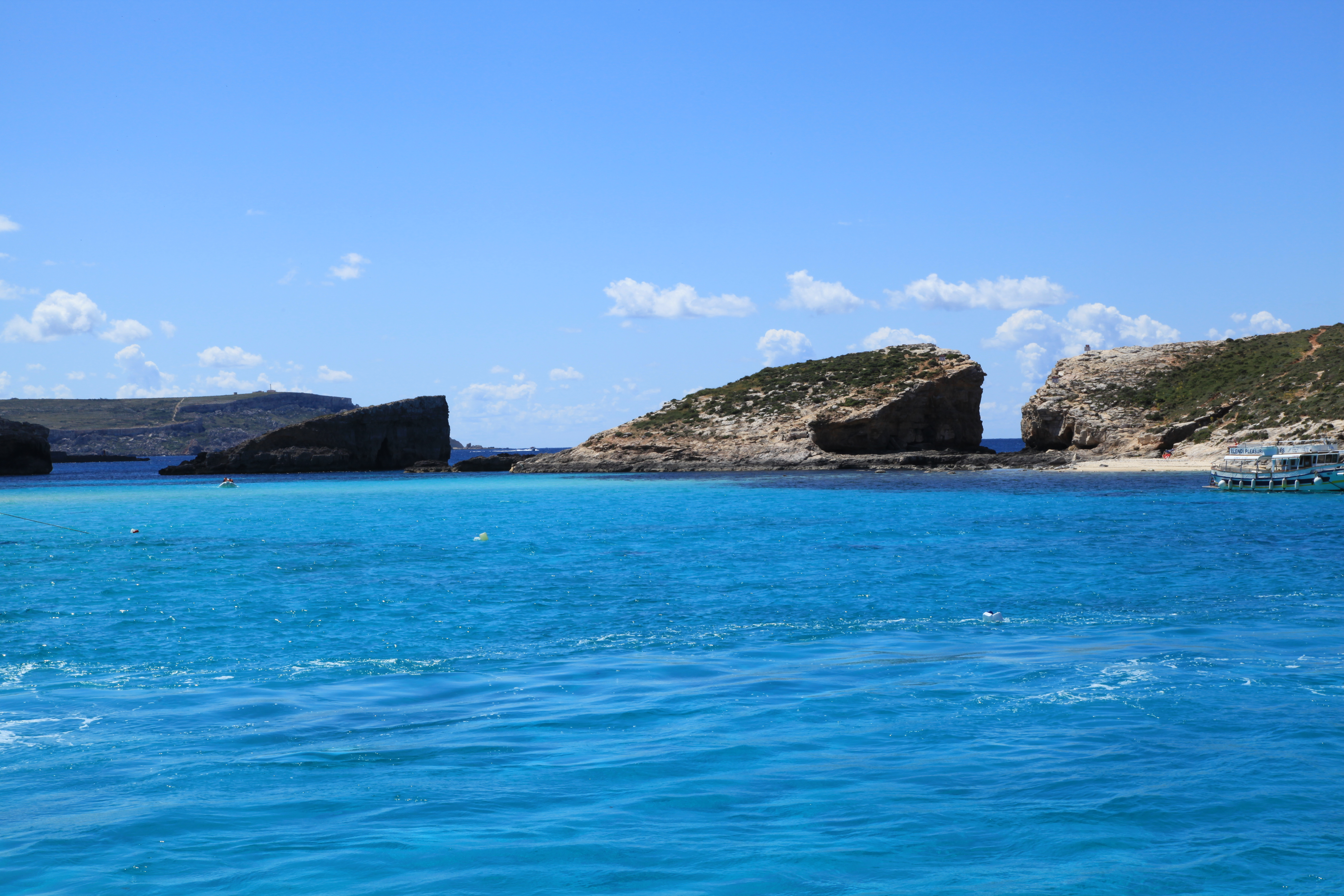
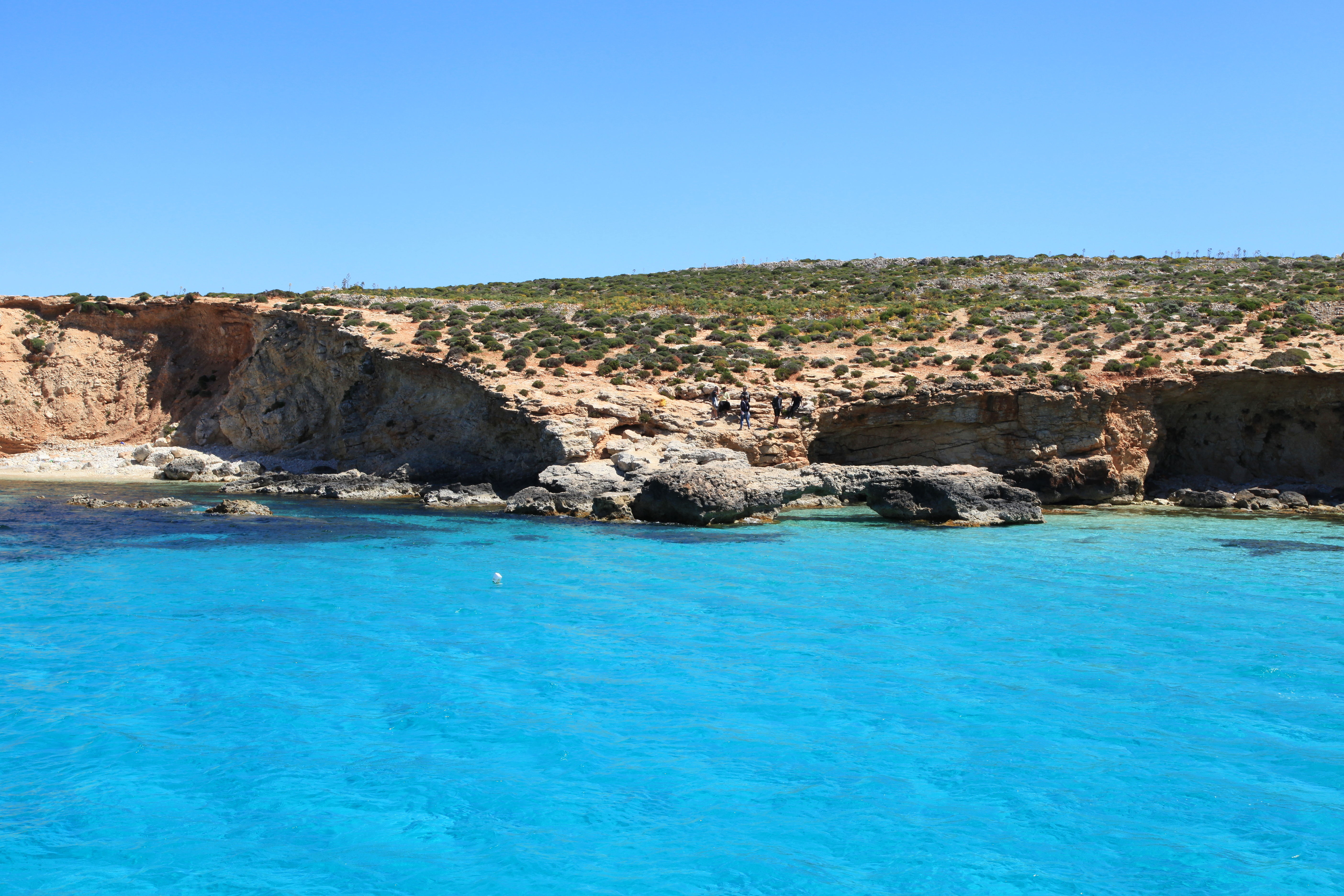